# Jiangmen
Jiangmen (em chinês 江门) é uma cidade da República Popular da China, localizada na província de Cantão. 

## Cidades-irmãs
- Riverside, Estados Unidos
- Kota Kinabalu, Malásia